# 埃米特縣 (愛阿華州)
埃米特县（英語：Emmet County）是美国艾奧瓦州西北部的一個縣，北界明尼蘇達州，面積1,042平方公里。根據2020年美國人口普查，共有人口9,388人。縣治埃斯特维尔（Estherville）。該縣成立於1851年1月15日，縣政府成立於1859年2月7日；縣名紀念爱尔兰愛國志士罗伯特·埃米特。。